# Lino Lacedelli

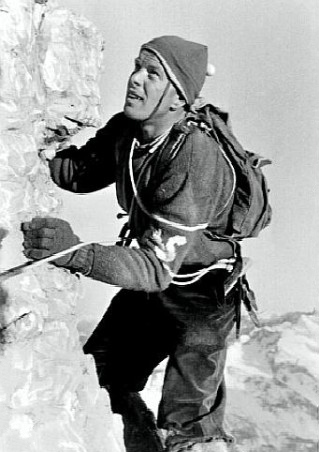
Lino Lacedelli, 1954

Lino Lacedelli, född 4 december 1925 i Cortina d'Ampezzo, Veneto, död 20 november 2009 i Cortina d'Ampezzo, Veneto, var en italiensk bergsbestigare. Lacedelli blev först med att bestiga K2 den 31 juli 1954 tillsammans med Achille Compagnoni i en expedition ledd av Ardito Desio. 
Lacedelli avled 2009 efter en tids hjärtbesvär; han hade genomgått en hjärtoperation sommaren 2008.